# Олимпия (фильм)
«Оли́мпия» (нем. Olympia — Олимпиада) — документальный фильм режиссёра Лени Рифеншталь, рассказывающий о XI летних Олимпийских играх, прошедших в Берлине в июле — августе 1936 года. Фильм состоит из двух частей: «Олимпия. Часть 1: Праздник народов», «Олимпия. Часть 2: Праздник красоты».

## Сюжет
Пролог первой части «Олимпии»: на экране видны руины Акрополя, затем камера показывает отдельные головы античных атлетов и богинь, плавно переходя на скульптуру дискобола работы Мирона, а с неё осуществляется переход к «живому изображению» обнажённых атлетов, которые на море в замедленной съёмке представляют такие античные соревнования как метание диска, копья и ядра. Далее зритель видит обнажённых гимнасток, движениями которых, через зажжение олимпийского огня и эстафету факелоносцев, несущих огонь через Грецию, переносится в современность — на Олимпийский стадион Берлина 1936 года. Но и во второй части «Олимпии» имеется пролог: утренний лес, в котором бегуны по пересечённой местности, словно тени, возникают перед зрителем и обнажёнными прыгают в воду, сауна, блестящие тела атлетов, берёзовые веники, смеющиеся лица под душем. Но ещё более известным является конец фильма: прыжки в воду у мужчин, которые переходят в невесомый полёт в небо. Затем на экране возникает олимпийский стадион весь в огнях, слышен колокольный звон, видны олимпийский огонь и украшенные лавровыми ветвями флагштоки, которые склоняются друг к другу. Олимпийские знамёна и «Храм света», созданный архитектором Альбертом Шпеером, являются финалом фильма.

Кадр из фильма «Олимпия»

В обеих частях «Олимпии» друг друга сменяют такие операторские приёмы, как репортажные панорамы, «рапид», панорамирование, съёмка с нижнего ракурса, «субъективная камера», параллельная съемка с нескольких камер. Основная смысловая нагрузка при монтаже была возложена на символическое возвышение, что было сделано с помощью монтажных «наплывов», а также на эмоциональную музыку и на напряжение, возникающее в момент спортивного состязания, как у спортсменов, так и у болельщиков. Монтаж создаёт прямые зрительные связи между волей к победе немецких олимпийцев и аплодисментами Гитлера (или Геббельса и Геринга). Другими приёмами монтажа являются: импрессионистский монтаж тела в полёте (прыжки с шестом и в воду); монтаж беспрецедентной по накалу борьбы сцены в марафонском беге между покидающими тело силами (движения ног в замедленном воспроизведении) и огромной волей (сцены улиц в ускоренном воспроизведении и с динамичной музыкой); силуэты на земле (фехтование); а также переходы между музыкально иллюстрированными пассажами и частями, в которых присутствуют комментарии диктора и зрительская реакция на то, что происходит на арене. Комментарий к немецкой версии фильма риторически подчёркивает аналогию между спортивной борьбой и военными действиями.

## Награды
- 1938 — государственная премия
- 1938 — Главный приз Венецианского кинофестиваля (Кубок Муссолини) за лучший фильм; также призы в Швеции и Греции
- 1939 — Золотая медаль Олимпийского комитета
- 1948 — Олимпийский диплом Международного олимпийского комитета
- 1956 — Включён голливудским жюри в десятку лучших фильмов всех времён[1]

## Факты
- Одним из многочисленных кинооператоров, снимавших фильм, был серебряный призёр зимних Олимпийских игр 1936 года в горнолыжном спорте Густав Ланчнер. Также одним из операторов был брат Густава горнолыжник Отто Ланчнер.
- Закадровый голос в фильме принадлежит будущему главному редактору журнала Stern Генри Наннену.
- Кадры из «Олимпии» были использованы немецкой индастриал-группой Rammstein в видеоклипе на песню «Stripped», из-за чего группа была обвинена в симпатии и пропаганде национал-социализма, однако сама группа все обвинения отрицала.
- Кадры из «Олимпии» использовались в видеоряде на концертных выступлениях норвежской группы Ulver.